# Formulario OM-2087/G5

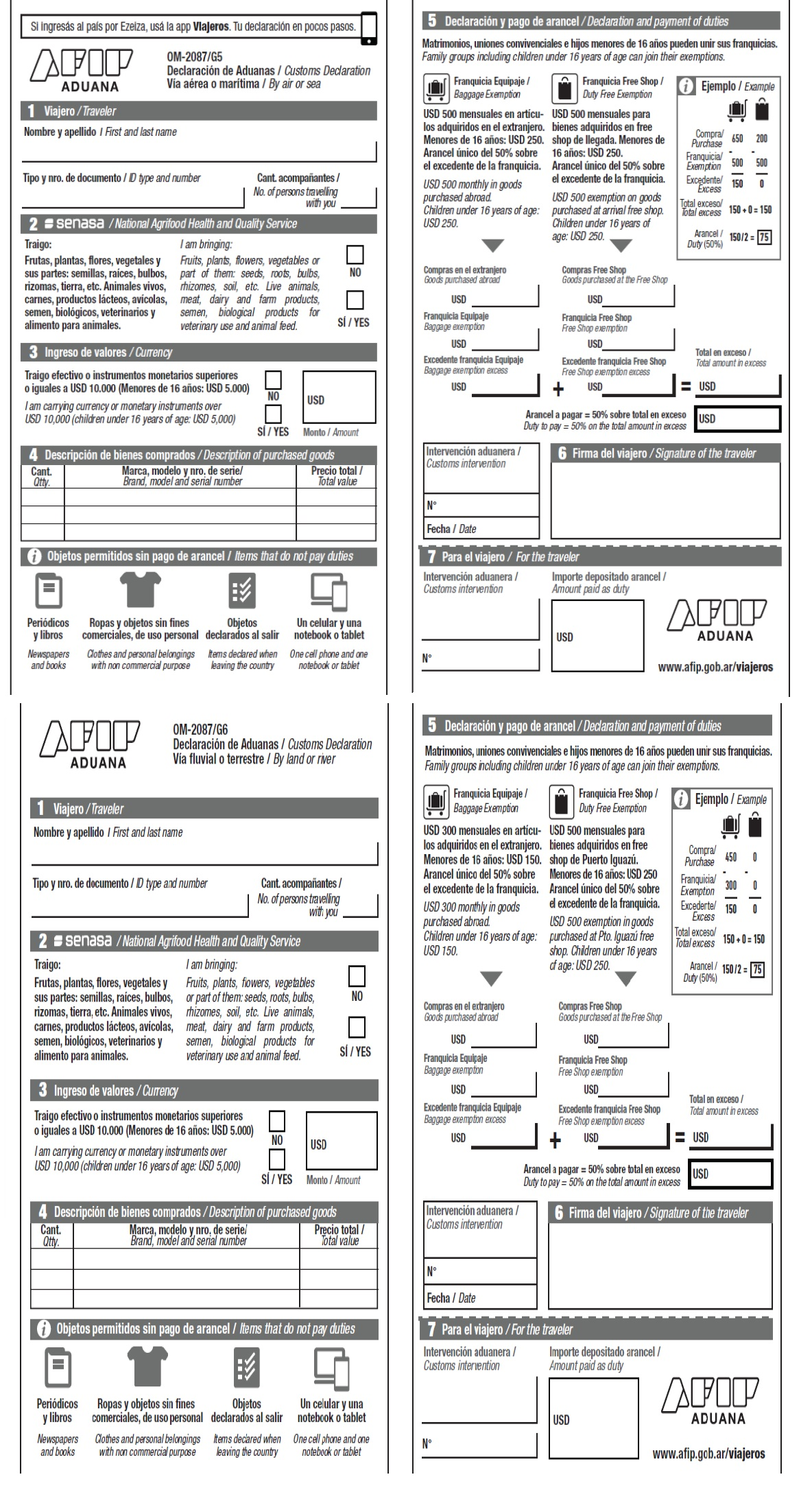
Versión más reciente del formulario.

Formulario OM-2087/G5, coloquialmente conocido como la tarjeta blanca, es un documento obligatorio que los viajeros a Argentina debían completar antes de ingresar al país por mar o aire. Este formulario jugaba un papel crucial en los procedimientos de inmigración y control aduanero, asegurando que el gobierno argentino pudiera gestionar y monitorear eficientemente a los visitantes entrantes.

## Emisión
La responsabilidad de emitir el Formulario OM-2087/G5 recae en la Administración Federal de Ingresos Públicos (AFIP). La AFIP procesa las entradas y salidas en los puertos de entrada, incluidos los terminales marítimos y aéreos, así como en los sitios de inspección diferida. Esta agencia asegura que toda la documentación necesaria sea debidamente distribuida, completada y recogida de los viajeros entrantes.
Posteriormente, fue "Renovado" en una actualización.

## Información
- Nombre y apellido
- Tipo y número de documento
- Si hay algo que declarar
- Moneda (Adultos 10.00 dólares; Menores (menores de 16, 5.000)
- Descripción de bienes comprados
- Bienes comprados en duty free
- Firma del viajero

## Reemplazo
Como parte del plan de la Administración Federal de Ingresos Públicos (AFIP) para digitalizar la declaración de efectos personales que ingresan al país a través del Aeropuerto Internacional Ministro Pistarini, la Dirección General de Aduanas anunció que las aerolíneas ya no distribuirán el Formulario OM-2087/G5 a los pasajeros que lleguen a Ezeiza.
Los viajeros ahora tienen la opción de completar el formulario utilizando la aplicación Viajeros y los quioscos ubicados en el área de llegadas del aeropuerto, según un comunicado oficial. Además, los pasajeros aún pueden completar el formulario en formato papel en la misma área. Es importante señalar que los viajeros que excedan la franquicia libre de impuestos de 500 USD por adulto y 250 USD por menor (hasta 16 años) aún deben completar el formulario.
Desde el año anterior, se permite a los viajeros llevar un teléfono celular y una tableta o una computadora laptop como parte de su equipaje personal sin pagar ningún impuesto, según recordó la autoridad tributaria.